# جان کارلسن
جان کارلسن (انگلیسی: John Carlsen؛ زادهٔ ۳۱ دسامبر ۱۹۶۱) دوچرخه‌سوار اهل دانمارک است.